# Selkojärvi
Selkojärvi är en sjö i Finland. Den ligger i kommunen Itis i landskapet Kymmenedalen, i den södra delen av landet, 110 km nordost om huvudstaden Helsingfors. Selkojärvi ligger 74,1 meter över havet. I omgivningarna runt Selkojärvi växer i huvudsak barrskog. Den är 4,6 meter djup. Arean är 58,2 hektar och strandlinjen är 4,08 kilometer lång. Sjön  ingår i Kymmene älvs huvudavrinningsområde. 